# We Harvest Shadows
We Harvest Shadows — компьютерная игра в жанре симулятора фермы и психологических ужасов, разрабатываемая американским инди-геймдизайнером Дэвидом Веле для Microsoft Windows и игровых консолей. Игра сочетает элементы симулятора фермы и хоррор-игры с упором на повествование и атмосферу ужасов: игровой персонаж-фермер должен днём мирно возделывать и улучшать ферму в глуши, а по ночам — остерегаться пугающих происшествий и опасностей.

## Игровой процесс
Игрок управляет фермером по имени Гарретт с видом от первого лица. Этот персонаж после неких травмирующих событий уехал в глушь и купил заброшенную ферму вдали от цивилизации. В игре есть смена дня и ночи. В светлое время суток Гарретт должен сажать растения, заботиться о курах и заниматься другими делами на ферме — томаты и другие выращенные продукты можно автоматически продавать, складывая их в автоприцеп. На вырученные деньги игрок может приобретать инструменты, семена и другие полезные предметы, позволяющие расширять и улучшать ферму. Ночью фермер сталкивается с пугающими и иногда сверхъестественными событиями — он может слышать зловещие звуки, скрипы и голоса, видеть необычное поведение предметов обстановки, подвергаться нападениям. На стене в фермерском доме есть картина, которая меняется по ночам, предупреждая, что опасность близко. Прохождение перемежается короткими сюжетными сценками — монологами и видениями, которые раскрывают предысторию Гарретта.

## Разработка
Игра была анонсирована на выставке Gamescom в Кёльне в августе 2024 года. Дэвид Веле, известный как создатель головоломки The First Tree, занимается созданием We Harvest Shadows в одиночку. По словам разработчика, его на создание игры вдохновила книга о Кристофере Найте, который много лет прожил отшельником в лесах штата Мэн. Веле признавался, что прочитал книгу о Найте в «тёмное время» его собственной жизни и даже в некотором отношении завидовал ему; игра родилась «из чистой ненависти к себе и отчаяния». Веле вдохновлялся как играми в жанре психологических ужасов в духе P.T., так и приключенческими играми с упором на личные истории персонажей, как What Remains of Edith Finch. Игра должна быть выпущена для ПК и игровых консолей. В сентябре 2024 года, спустя 22 дня после анонса, игра достигла 100 тысяч добавлений в «списки желаемого» в Steam — Веле мечтал добиться такого результата в течение года и был крайне польщён намного большим интересом публики к игре.

## Внешние ссылки
weharvestshadows.com — официальный сайт We Harvest Shadows  (англ.)